# Charles Friberg

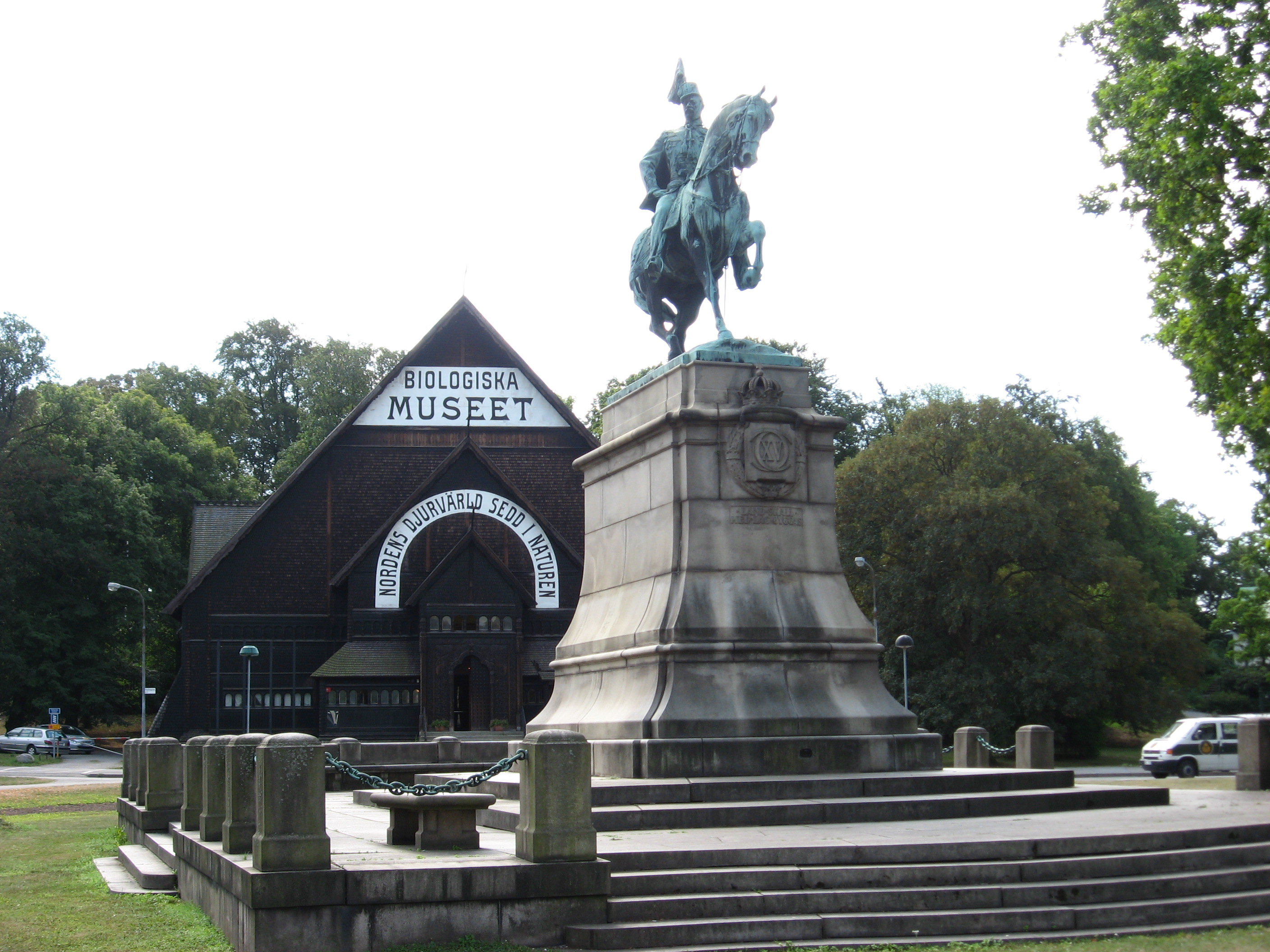
Karl XV, Stockholm.

Charles Wilhelm Friberg, född 15 april 1868 i Malmö, död 17 mars 1953 på Skebo bruk i Ununge församling, var en svensk målare och skulptör.

## Biografi
Charles Friberg var son till bildhuggaren Johan August Friberg och hans hustru Maria Fredrika Vilhelmina Tank. Han utbildade sig vid Slöjdföreningen i Göteborg och vid Konstakademien i Stockholm 1886–1890, varefter han studerade för Alexandre Falguière i Paris. Senare även i Italien och Nordafrika.
Han vistades därefter i USA under ett antal år, Vid hemkomsten till Sverige 1905 var Friberg huvudsakligen verksam som porträttskulptör. Hans mest kända verk, Karl XV:s staty, avtäckt 1909, utmärker sig av en något konventionell stil. Bland hans övriga verk märks porträttbyster av Viktor Balck, Wilhelm Stenhammar och John Forsell. Friberg finns representerad vid Nationalmuseum i Stockholm.
Charles Friberg jordfästes i Norra krematoriet utanför Stockholm och är gravsatt på Östra kyrkogården i Göteborg. Han var ogift.

## Utmärkelser
- Riddare av Vasaorden
- Riddare av Dannebrogorden

## Offentliga verk i urval
- Karl XV:s staty, brons, 1909, Djurgården i Stockholm
- August Schmitz, 1921, porträttbyst i Knäred